# چیا چیا
«چیا چیا» (ترجمه واژه‌به‌واژه: در سایه قدم بزن) یک آهنگ پاپ-فولک هندی است که در موسیقی متن فیلم بالیوودی با نام از اعماق دل… که در سال ۱۹۹۸ اکران شد، استفاده شده است. این تک‌آهنگ که بر اساس موسیقی صوفیانه و شعر اردو  ساخته شده است، از اشعار آهنگ «تیری عشق نچایا» گرفته شده است که توسط بلهی شاه سروده شده بود، وفق اینکه موسیقی آن توسط ای. آر. رحمان ساخته شده، شعر آن توسط گلزار سروده شده و خوانندگان آن سوک‌ویندر سینگ و ساپنا آواستی هستند. موزیک ویدیوی این آهنگ به کارگردانی مانی راتنام ساخته شده و تصویر شاهرخ خان و مالایکا آرورا را نشان می‌دهد که این آهنگ را بر بالای یک قطار در حال حرکت اجرا می‌کنند.